# Marie Leszczyńska
Marie (Maria Karolina Zofia Felicja) Leszczyńska (fransk: [maʁi lɛɡzɛ̃ska]; polsk IPA: [marja lɛʂˈtʂɨj̃ska]; 23. juni 1703 – 24. juni 1768), var en polsk prinsesse og dronning af Frankrig fra 1725 indtil sin død i 1768 gennem sit ægteskab med Ludvig 15. Datteren af Kong Stanislaw 1. af Polen og Katarina Opalinska, blev med sin 42 år den længstsiddende dronning i fransk historie. Marie var en hengiven katolik gennem hele sit liv og var populær blandt det franske folk for sin generøsitet og introducerede mange polske skikke til kongehoffet i Versailles. Hun var bedstemor til Ludvig 16., Ludvig 18. og Karl 10. af Frankrig.

## Tidlige liv
Marie blev født som Maria Karolina Zofia Felicja Leszczyńska var den næstældste datter af Stanislaw 1. Leszczyński og hans hustru Katarina Opalinska. Hun havde en ældre søster, Anna Leszczyńska, der døde af lungebetændelse i 1717.
Maries tidlige liv blev præget af hendes fars politiske ulykke. Ironisk nok var Kong Stanislaws håbløse politiske karriere i sidste ende årsagen til, at hans datter Maria blev valgt som bruden til Kong Ludvig 15. af Frankrig. Uden politiske forbindelser blev hans datter af franskmændene betragtet som fri for byrden ved internationale alliancer.
Hun blev født i Trzebnica (tysk: Trebnitz) i Nedre Schlesien, året før hendes far blev gjort til konge af Polen af Karl 12. af Sverige, der havde invaderet landet i 1704. I 1709 blev hendes far afsat, da den svenske hær mistede den militære overhånd i Polen, og familien blev givet tilflugt af Karl 12. i den svenske by Kristianstad i Skåne.  Under flugten blev Marie adskilt fra resten af sin familie; hun blev senere fundet sammen med sin sygeplejerske gemt i en krybbe i en stald, dog hævdes det i en anden version, at det faktisk var en hule i en gammel mineskakt. I Sverige blev familien taget imod af enkedronning Hedvig Eleonora af Slesvig-Holstein-Gottorp og blev et populært medlem af samfundslivet på adelens godser omkring Kristianstad. I 1712 gjorde de et officielt besøg til kurbyen Medevi, hvor enkedronningen ofte opholdt sig. I denne periode i sit liv begyndte Marie at tale svensk med en skånsk accent. Som dronning af Frankrig var hun kendt for at byde svenske ambassadører velkommen til Frankrig med sætningen "Velkommen, kæreste hjerte!" på svensk.
I 1714 gav Karl 12. dem tilladelse til at leve i hans len Zweibrücken i Det tysk-romerske Rige, hvor de blev understøttet af indtægten fra Zweibrücken. De boede der indtil Karl 12.'s død i 1718. Zweibrücken overgik derefter til hans fætter. Disse lande var tilsvarende Stanislaws konfiskerede polske besiddelser. Stanislaw appellerede til Frankrigs regent, hertugen af Orléans, og til hertugen af Lorraine om hjælp, hvor dronningen af Sverige optrådte som hans mægler.
I 1718 fik familien med støtte fra hertugen af Lorraine lov til at bosætte sig i Wissembourg i provinsen Alsace, som var blevet annekteret af Frankrig, et sted foreslået af Filip 2., hertug af Orléans, en nevø af Ludvig 14. og regent i Kongeriget Frankrig, mens Ludvig 15. var mindreårig. Familien levede et beskedent liv i et stort byhus på den franske regents regning.
Deres livsstil i Wissembourg blev betragtet som meget under standard for en kongelig på det tidspunkt. De boede i et lille hus og kunne ikke betale lønnen for deres lille følge, hvorfra nogle få "tjente som en undskyldning for en æresvagter", og den tidligere dronning Katarinas juveler blev angiveligt holdt som sikkerhed af en pengeudlåner.
Mens hendes mor og bedstemor Anna Leszczyńska efter sigende led af en vis bitterhed over deres eksil og tab af position, hvilket forværrede deres forhold til Stanislaw, som de lejlighedsvis anklagede for deres eksil, var Marie derimod tæt på sin far og brugte megen tid på at tale med ham, skønt hun åbenlyst var af mere rationel karakter. Åbenbart havde Marie "talent for lidelse i tavshed og aldrig at trætte andre med sine problemer", og siges at have udviklet "en dyb og intens fromhed" der gav "hendes ungdommelige sind modenhed af en kvinde, der ikke længere ønskede lykke”.

## Ægteskab

### Tidlige forhandlinger
Marie blev ikke beskrevet som en skønhed. I stedet blev hendes karakteristika på ægteskabsmarkedet angivet at være af behagelig, veluddannet og yndefuld karakter i manerer og bevægelser. I 1720 blev hun foreslået som en brud til Ludvig Henrik af Bourbon, prins af Condé (som foretrak at være og var kendt som hertugen af Bourbon snarere end prins af Condé), men hendes eventuelle svigermor nægtede at give sit samtykke. Kavaleri-regimentet, der blevet stillet til rådighed af regenten til beskyttelse af familien, omfattede officeren Marquis de Courtanvaux, der blev forelsket i Marie og bad regenten om, at blive ophøjet til hertug for at bede om hendes hånd. Men da regenten nægtede, blev ægteskabet umuligt på grund af hans lave rang. Ludvig Georg, markgreve af Baden-Baden blev foreslået, men disse forhandlinger faldt igennem på grund af hendes utilstrækkelige medgift. Stanislaw forsøgte uden held at arrangere et ægteskab mellem hende og greven af Charolais, broderen til hertugen af Bourbon. I 1724 blev hun af Grev d'Argensson foreslået som en brud til den nye hertug af Orléans, men hendes eventuelle svigermor ønskede en dynastisk match med politisk fordel.
I 1723 var hertugen af Bourbon blevet Frankrigs regent for den mindreårige Ludvig 15.. Regenten var under stærk indflydelse af sin elskerinde, Madame de Prie. Der var langvarige forhandlinger om et ægteskab mellem Marie og hertugen af Bourbon, der for nylig var blevet enkemand. Madame de Prie gik ind for matchet, da hun ikke opfattede den antagelige uattraktive Marie som en trussel mod sig. Ægteskabsforhandlingerne blev imidlertid snart overskygget, da Ludvig 15.'s ægteskab blev en prioriteret. Samme år blev den unge konge syg, og af frygt for konsekvenserne af den ugifte konge, der døde uden en arving, foreslog hertugen at få den unge konge gift så hurtigt som muligt. Ludvig 15. var allerede blevet forlovet med Infanta Mariana Victoria af Spanien, som var blevet bragt til Frankrig som hans fremtidige dronning nogle år tidligere og blev omtalt som Infanta-dronningen. Infantaen var dog stadig et barn og kunne ikke forventes at blive gravid før om flere år, mens Ludvig 15., der var femten år, allerede havde nået puberteten. Efter at Ludvig blev alvorligt syg, var der en stor frygt for, at han ville dø, før han havde haft tid til at få en arving til tronen. Skulle det ske, ville tronen overgå til Orléans-slægten. Dette var et uønsket scenarie for hertugen af Bourbon, som selv ville have foretrukket, at tronen skulle gå videre til den spanske linje snarere end til Orléans-slægten. Forlovelsen mellem Ludvig 15. og den spanske Infanta blev ophævet, og sidstnævnte blev sendt tilbage til Spanien, meget til spaniernes ærgrelse. Hertugen af Bourbon og Madame de Prie indledte forhandlinger om kongens øjeblikkelige vielse til Marie.

### Forhandlinger om ægteskab med kongen
Marie var på en liste med 99 kvalificerede europæiske prinsesser til at blive gift med den unge konge. Hun var ikke det første valg på listen. Hun var kommet på listen, fordi hun var en katolsk prinsesse og derfor opfyldte minimumskriterierne, men blev tidligt fjernet, da listen blev reduceret fra 99 til 17, fordi hun var for fattig. Da listen på 17 (herunder Barbara af Portugal, prinsesse Charlotte Amalie af Danmark, Elisabeth Theresa af Lorraine og Henrietta Maria d'Este) blev reduceret til fire, frembød de foretrukne valg imidlertid adskillige problemer. Anne og Amelia af Storbritannien, der blev betragtet under forståelse, at de ville konvertere til den katolske tro ved ægteskab, blev favoriseret af hertugen af Bourbon og Madame de Prie, fordi det blev støttet af deres politiske finansierer. Kardinal Fleury, Ludvig 15. tutor, forhindrede nemt det britiske match af åbenlyse religiøse grunde. De sidste to var søstrene til hertugen af Bourbon, Henriette-Louise og Therese-Alexandrine, som kongen selv nægtede at gifte sig på grund af kardinal Fleurys modstand. Kardinal Fleury favoriserede selv et match med prinsesse Karoline af Hessen-Rheinfels-Rotenburg, som blev støttet af Ludvig 15.'s morfar, kongen af Savoyen, gennem hans spion Maria Vittoria af Savoyen-Carignano .
I disse komplicerede stridigheder om valget af en kongelig ægteskabspartner fremkom Marie Leszczyńska til sidst som et valg, der var acceptabelt for både hertugen af Bourbons og Madame de Pries partiet, såvel som kardinal Fleurys parti, hovedsageligt fordi hun var politisk ukontroversiel og ikke tilhørte nogen af de alliancer, der kunne skade nogen af parterne. På dette tidspunkt var der allerede forhandlinger om ægteskab mellem Marie og hertugen af Bourbon. Hertugen af d'Argensson havde allerede efterladt en positiv rapport om hende, og grundarbejdet var gjort. Kardinal Fleury accepterede valget, da Marie ikke udgjorde nogen trussel mod ham på grund af hendes mangel på forbindelser, mens hertugen af Bourbon og Madame de Prie, netop fordi hun manglede ethvert personligt magtgrundlag, forventede, at hun ville stå i gæld til dem for sin position. Marie blev til sidst valgt, fordi hun var en sund voksen katolsk prinsesse, som var klar til at få børn umiddelbart efter brylluppet. Efter sigende fik Madame de Prie fremstillet et smigrende portræt af Marie, hvor hun bevidst blev malet for at ligne kongens yndlingsportræt af hans mor, og da han blev vist det, blev han imponeret og udbrød: "Hun er den smukkeste af dem alle! ", og blev begejstret for matchet, en episode, der tiltrak en vis opmærksomhed.
Det formelle ægteskabsforslag blev fremsat den 2. april 1725. Meddelelsen om brylluppet blev ikke modtaget godt ved kongens hof. Maries far Stanislaw havde kun været monark i en kort periode, og hun blev set som et dårligt valg af underordnet rang, som ikke fortjente at blive dronning af Frankrig. Enkehertuginden af Lorraine, søsteren til den tidligere hertug af Orléans, blev også fornærmet over, at hendes egen datter Elisabeth-Theresa ikke var blevet valgt. Adelen og hoffet så den fremtidige dronning som en ubuden opkomling, ministrene som en årsag til diplomatisk besvær med Spanien og Rusland, hvis prinsesser var blevet afvist til fordel for Marie, og den brede offentlighed var også angiveligt til at starte med utilfreds med det faktum, at Frankrig ikke ville få " hverken hæder eller ære, rigdom eller alliancer fra dette ægteskab."  Før brylluppet var der rygter om, at bruden var grim, epileptisk og steril. Den 6. maj 1725 blev Marie tvunget til at gennemgå en medicinsk undersøgelse, som udelukkede epilepsi og også gav beroligende rapporter om hendes menstruation og evne til at få børn. I ægteskabskontrakten blev de samme betingelser givet hende som tidligere til den spanske Infanta, og hun blev således garanteret 50.000 kroner til ringe og smykker, 250.000 kroner ved sit bryllup og en yderligere garanti for en årlig enkepension på 20.000 kroner.

### Private forhold til Ludvig 15.
Ægteskabet ved stedfortræder fandt sted den 15. august 1725 i katedralen i Strasbourg, Ludvig 15. var repræsenteret af sin fætter Ludvig, hertugen af Orléans. Efter hendes ægteskab blev hendes polske navn Maria ændret til fransk som Marie. På trods af at efternavnet var vanskeligt at stave eller udtale for franskmændene, blev det stadig brugt af beboere. Hun blev eskorteret afsted af Mademoiselle de Clermont, 9 hofdamer og adskillige staldmestre og pager i et langt følge af karetter. Hun blev dog ikke hilst velkommen af triumfindtog, diplomatiske hilsener eller de andre officielle fester, som normalt var skikken ved ankomsten af en fremmed prinsesse til et kongebryllup. Marie gjorde et godt indtryk på offentligheden fra begyndelsen, som for eksempel da hun uddelte largesse (gavmilde gaver) på vej til sit bryllup i Fontainebleau.
Ludvig og Marie mødtes først på tærsklen til deres bryllup, der fandt sted den 5. september 1725, på Château de Fontainebleau . Marie var 22 år gammel og Ludvig femten. Det rapporterede, at det unge par var forelsket ved første øjekast. Forholdet mellem Marie og Ludvig blev oprindeligt beskrevet som et lykkeligt, og i de første otte år af ægteskabet var Ludvig 15. trofast over for hende. Ludvig 15. havde været meget utålmodig efter at gifte sig med hende, blev angiveligt smigret med at have en toogtyve år gammel kone i sin alder og nægtede at tillade nogen kritik af hendes udseende.  I august 1727 fødte Marie sine første børn, tvillinger ved navn Ludvige Élisabeth og Anne Henriette, på Versailles-paladset . Det var angiveligt glædeligt at kongen glæder sig over, at han pludselig blev far til to efter at have sagt, at han ikke kunne være far. Kardinal Fleury var imidlertid meget mere utilfreds, og besluttede, at indtil dronningen havde født en søn, ville hun ikke have lov til at ledsage kongen på hans rejser, men blive på Versailles. Et år senere blev en anden datter, Marie Ludvige født, meget til kongen skuffelse. Den længe ventede Dauphin, Ludvig, blev født den 4. september 1729 til landets enorme lettelse, hvis kongefamilie havde en historie om ikke at etablere en sikker mandlig række efter arv. I alt havde Marie 10 levende børn, hvoraf syv overlevede i voksen alder. Hendes børn betragtede hende alle som en rollemodel for dyd, især døtrene, skønt Marie selv efter sigende ikke blev bemærket for at vise meget hengivenhed over for dem, idet hun var flegmatisk i sin natur.
Skønt hun ikke blev set som grim, blev Marie set som almindelig med ikke meget mere end hendes friske og sunde hudfarve til hendes fordel. Dette fortonede sig på grund af hendes mange graviditeter, men hendes fromhed forhindrede hende i at forfalde til forfængelighed for at gøre sig attraktiv. I sin opførsel blev hun beskrevet som uhelbredelig genert og sky over for sin mand. Hun anså det som sin pligt at vise ham taknemmelig ærbødighed og var ikke i stand til at slappe nok af til at underholde ham eller flirte med ham. En gang, for eksempel, kunne hun ikke finde nogen anden måde at underholde ham end at foreslå ham at dræbe fluerne i vinduesruderne. Ludvig 15., der led af rastløshed og krævede underholdning, blev til sidst mere tilbøjelig til at lytte, da Marie blev på ugunstig vis blev sammenlignet med andre kvinder, og kardinal Fleury, der ønskede at forhindre Marie i på et tidspunkt at få en vis indflydelse på kongen, var stemt for ideen om at kongen tog en elskerinde, så længe hun var upolitisk.
Ludvig 15. blev i sidste ende en berygtet skørtejæger. I 1733 var han for første utro med Louise Julie de Mailly. Indtil 1737 var dette forhold ikke officielt, og hun blev kendt ved hoffet som den Smukke Ukendte. I disse år forsøgte Marie uden held at finde ud af, hvem elskerinden var og viste hendes utilfredshed over forholdene, men utroskaben havde støtte fra kardinal Fleury, fordi de Mailly ikke var interesseret i politik, og efter de første år af kongens utroskab, fandt Marie sig i det. Efter den svære fødsel af prinsesse Louise i 1737, som næsten tog hendes liv, blev Marie rådgivet af lægerne om, at en endnu en graviditet kunne afslutte hendes liv, og fra 1738 nægtede hun Ludvig adgang til i sit soveværelse.
Samtidigt med dette blev Louise Julie de Mailly officielt anerkendt som kongens royale elskerinde og favorit ved hoffet, og forholdet mellem kongen og dronningen ophørte i al praksis. Skønt de fortsatte med at udføre deres ceremonielle roller side om side, gjorde kongen kun rene ceremonielle besøg i hendes værelser og deltog ikke længere i hendes kortspil, og hoffet, der var opmærksom på hendes tab af kongens kærlighed, tilså hende kun, når repræsentation ved hoffet krævede det. Louise Julie de Mailly blev efterfulgt af hendes yngre søstre Pauline Félicité de Mailly (1739), Marie Anne de Mailly (1742) og Diane Adélaïde de Mailly (1742). Under Ludvig 15.'s alvorlige sygdom i Metz i august 1744, hvor man frygtede at han ville dø, fik Marie tilladelse til at slutte sig til ham og blev heppet på af den støttende offentlighed under hendes rejse, men da hun ankom, ønskede han ikke længere at se hende. Præster og hende støttede ideen om, at kongen sendte sin elskerinde Marie Anne de Mailly og hendes søster i eksil og ideen om, at kongen skulle give en offentlig beklagelse for hans utroskab, men dette forbedrede ikke deres ægteskab.
Til slut blev Madame de Pompadour præsenteret ved hoffet i 1745 og blev givet en så vigtig og indflydelsesrig stilling ved hoffet indtil hendes død i 1764, at hun overstrålede dronningen i nogen grad. Ludvigs elskerinder fik ofte stillinger ved Maries hof for at give dem permanent adgang og officiel undskyldning for at forblive ved hoffet, hvilket satte Marie i en vanskelig position. Hun betragtede den første officielle elskerinde, Louisee Julie de Mailly, som hende der havde såret mest, fordi hun var den første, men hun kunne ikke lide Marie Anne de Mailly på et mere personligt niveau, fordi Marie Anne var hovmodig og uforskammet. I modsætning til de andre officielle elskerinder, havde Marie et moderat venligt og hjerteligt forhold til Madame de Pompadour, der altid behandlede dronningen med ærbødighed og respekt, skønt Marie (uden succes) modsatte sig Pompadours udnævnelse som hofdame i 1756. I modsætning til Ludvig synes Marie selv aldrig at have haft udenægteskabelige forhold. I løbet af denne periode var Frankrig en magtfuld nation og ofte i konflikt med Østrig; den østrigske ambassadør i Frankrig, Florimond Claude, Comte de Mercy-Argenteau, siges at have haft et romantisk forhold til dronningen, men dette forekommer meget usandsynligt og blev afvist som hofsladder.

## Dronning

### Politisk rolle
Det lykkedes aldrig for Dronning Marie at opnå politisk indflydelse. Efter hendes bryllup, bestod hendes udpegede hof af et stort antal af hertugen af Bourbons støtter, heriblandt Madame de Prie selv, hertuginden de Béthune, og Marquise de Matignon, der var blandt hendes tolv hofdamer eller dame du palais; hertugens egen søster, Marie Anne de Bourbon, blev hendes Surintendante eller overhofmesterinde, og Paris de Verney blev udnævnt til hendes sekretær. Kardinal de Fleury, der havde været Ludvigs tutor, blev ansvarlig for hendes religiøse anliggender som Grand aumônier.
Marie var blevet rådgivet af sin far om altid loyalt at stå ved hertugen af Bourbons side, eftersom hun skyldte ham sit ægteskab og position, og det var med en tjeneste for hertugen, at Marie gjorde sit første forsøg på at blande sig i politik. Den 17. december 1725 forsøgte hertugen af Bourbon, Madame de Prie og Paris de Verney at forvise kardinal de Fleury gennem en sammensværgelse. Efter deres instruktion opfordrede dronningen kongen til at komme til hendes kamre, hvor hertugen de Bourbon var til stede. Dørene blev låst for at sikre hemmeligholdelse, og hertugen overrakte kongen en rapport fra deres ambassadør i Rom, der beskyldte Fleury for den franske fiasko i en konflikt med paven. Bourbon spurgte kongen, om de skulle skrive et svar, men kongen nægtede uden Fleurys tilstedeværelse. I mellemtiden var kardinal Fleury blevet gjort opmærksom på sammensværgelsen om at miskreditere ham og forlod slottet. Hertugen og de Prie planlagde at bruge Fleurys fraværet og få ham lukket inde å et kloster og gav Marie til opgave at informere Ludvig 15. om, at den fraværende Fleury ønskede at indtræde i et kloster og forlade sin stilling ved hoffet. Dette førte til en krise, hvor kongen gav Bourbon valget om enten at udvise Madame de Prie og Paris de Verney eller blive fjernet fra sin stilling som premierminister. Denne hændelse førte til, at kardinal Fleury kategoriserede dronning Marie som sin modstander, og til hans beslutningen om at fjerne hertugen af Bourbons ministerium. Kardinal Fleury advarede kongen om, at ingen kvinde skulle have lov til at deltage i statsanliggender, og at lytte til kvinders rådgivning ville føre til katastrofe.
I juni 1726 overbeviste Fleury kongen om at fratage hertugen af Bourbon sit ministerium. Madame de Prie henvendte sig straks til dronningen for at få hende til at tale med kongen til fordel for Bourbon. Hun protesterede, men indvilligede og talte lidenskabeligt om affæren til kongen, men hun var ikke i stand til at opnå succes, da kongen reagerede meget negativt på hendes forsøg på at blande sig i politik efter rådet fra Fleury om, at kvinder ikke skulle have lov til at deltage i statsanliggender. Dagen efter hertugen af Bourbons ministeriums fald erklærede Ludvig 15. til dronning Marie, at han krævede af hende at hun skulle lade sig selv instruere af kardinal Fleury i fremtiden med ordene:
"Jeg beder, fru, og om nødvendigt beordrer Jeg Jer om til at fæste lid til alt det, som den tidligere ærkebiskop af Frejus fortæller dig på mine vegne, som om han var mig - Ludvig".
Maries forsøg på at tage del i statsanliggender under begivenhederne i 1726 resulterede i en krise i hendes forhold til Ludvig 15., og hun søgte råd om, hvordan hun skulle opføre sig hos prinsessen af Carignano, som uden hun vidste det, var en spion i Savoyens tjeneste. Prinsessens råd var, at det som dronning af Frankrig var Maries pligt ikke at involvere sig i politiske intriger og konspirationer, men at fungere som et forbillede for dyd og fromhed og en rollemodel for en "katolsk dronning af den mest kristne konge". Dronning Marie accepterede rådene og fulgte det resten af sit liv, hvor hun aldrig mere var involveret i nogen politisk aktivitet. Efter krisen i 1726 og indtil fødslen af en dauphin i 1729, gjorde Kardinal Fleury og prinsessen af Carignano lange løbende forberedelser for at erstatte Marie, helst med Karoline af Hessen-Rheinfels-Rotenburg, hvis hun skulle dø under fødslen.
Marie blev forsonet med kardinal Fleury, som hun holdt kontakt med gennem breve og ydmygt lod sig rådgive af om, hvordan hun skulle opføre sig for at behage kongen. Fleury og Marie udviklede et hjerteligt forhold, og han gav hende ofte sin støtte, når han vurderede, at hendes anmodning til kongen var ufarlig, som i 1742, da kardinalen på hendes anmodning overtalte kongen til at tillade hende at udpege hendes personlige veninde Amable-Gabrielle de Villars til Dame d'atours, dvs. hofdame ansvarlig for dronningens garderobe og smykker. Hendes politiske aktivitet efter 1726 var begrænset til at bede Ludvig 15. om at tildele en pension eller en forfremmelse til en ven, og hun brugte ofte Kardinal Fleury som mægler for at opnå dette.
På trods af sin manglende indflydelse havde hun politiske synspunkter og også en vis indirekte politisk betydning. Under Den polske arvefølgekrig 1733-1736 støttede hun sin fars kandidatur til den polske trone, og på sin fars krav gjorde hun sit bedste for at tilskynde kardinal Fleury til at støtte sin fars kandidatur, skønt hun selv erklærede til kardinalen, at hun aldrig havde ønsket sig krigen, og at hun var en uskyldig årsag til den, fordi franskmændene ønskede at styrke hendes dynastiske status. Efter krigen fik hendes far Hertugdømmet Lorraine, fordi han var svigerfar til kongen af Frankrig, og hertugdømmet blev en del af Frankrig efter hendes far, der blev hertug af Lorraine, døde, og dermed fik hun gjort sig indirekte nyttig i den politiske arena. Som en hengiven katolik gav dronning Marie sin passive støtte til det såkaldte Dévots-parti ved hoffet, støttede biskopperne i deres konflikter med Paris' parlament og udtrykte sympati for Jesuitterordenen i dens konflikt med kronen. Det var også et faktum, at hvis kongen skulle dø, før hans søn var blevet voksen, så ville hun i overensstemmelse med sædvanen være regent for Frankrig indtil hans 13-års fødselsdag, hvilket gjorde Marie til en potentiel regent fra fødslen af dauphinen til hans 13-års fødselsdag, en kendsgerning, som ville have været velkendt ved hoffet.

### Rolle som dronning
Dronning Marie blev oprindeligt ikke respekteret af kongehoffet, hvor hun blev betragtet som af lav slægt . Hendes mangel på dynastisk status og manglende forbindelser efterlod hende uden et politisk magtgrundlag, og det lykkedes ikke for hende at erhverve nogen personlig eller politisk indflydelse. Hun blev ikke givet nogen personlig betydning og ikke meget personlig opmærksomhed uden for sin ceremonielle rolle som dronning.
Som dronning udførte Marie Leszczyńska sin ceremonielle rolle i nøje overensstemmelse med formel hofetikette og udførte regelmæssigt og punktligt alle repræsentative opgaver, som hoflivet i Versailles krævede af hende. Hun værdsatte den rituelle pragt og hofpræsentationerne for at øge sin værdighed og vinde respekt fra hoffets adel, hvilket var nødvendigt, fordi hun ikke havde nogen prestigefyldte dynastiske forbindelser fra fødslen og således oprindeligt blev betragtet som af lav slægt af dem. Hendes efterfølger som dronning, Marie Antoinette, afviste mange af disse regler og påpegede engang, at i modsætning til hendes forgænger dronning Marie Leszczyńska, var det ikke nødvendigt for hende at styrke hendes status og værdighed, da hendes dynastiske status var tydelig af fødsel, og at hun derfor havde råd til at slække på etiketten uden at miste respekt.
Marie fik en godtgørelse på 100.000 livre til fornøjelser, velgørenhed og spil, et beløb, der i virkeligheden ofte blev uregelmæssigt betalt og også var utilstrækkeligt, da hun ofte sad i gæld. Selvom hun havde enkle vaner, hendes lejligheder i Versailles blev ikke omindrettet efter 1737, satte hendes yndlingsspil, cavagnole, hende ofte i gæld, og kongen var normalt uvillig til at betale dem for hende.
Hun accepterede, at hendes hofmænd blev udnævnt på grund af rang snarere end personlig præference, og holdt høfligt samtaler med dem, der var til stede. Skønt hun var omhyggelig med altid at udføre sin repræsentative rolle, deltog hun aldrig i hoflivet uden for, hvad der var nødvendigt for at udføre hendes ceremonielle pligter, og da de var færdige, foretrak hun at trække sig tilbage til sine private lejligheder med en intim vennekreds. Blandt hendes egne private venner var hendes grand almoner kardinal de Luynes, hertugen Karl Filip d'Albert de Luynes og hendes hofdame Marie Brûlart. Hendes anden yndlingshofdame, var Françoise de Mazarin, der støttede Marie under affæren mellem sin kusine Louise Julie de Mailly, og kongen. Maries private vennekreds blev afsluttet med tilføjelsen af Charles-Jean-François Hénault (hendes overhofmester siden 1753) og Comte d'Argenson, som hun havde bedt om ikke at henvende sig ved hendes titel og med hvem hun også konsulterede, når hun ønskede at få en pension eller en forfremmelse til en protegé. Ligesom sin mor opretholdt Marie en politisk korrespondance med Margareta Gyllenstierna, hustru til Arvid Horn, som hun havde lært at kende under sit ophold i Sverige.
Det lykkedes til sidst for Dronning Marie at vinde respekten for hoffets adel gennem hendes strenge overholdelse af hofetiketten, hvilket gjorde hendes mening i det mindste formelt vigtig. I 1747 blev Voltaire forvist fra det kongelige hof gennem hendes indflydelse. Årsagen var to hændelser, som begge fornærmede dronningen: I løbet af en lang nat med spil mistede Voltaires elskerinde Emilie du Chatelet en formue ved dronningens spillebord, hvorunder Voltaire havde hvisket til hende på engelsk, at hun blev snydt. Dette blev betragtet som en fornærmelse mod dronningen, fordi det fordømte hendes gæster som snydere. Voltaire kunne være blevet arresteret på grund af hans malplacerede bemærkning.  Kort efter skrev Voltaire et digt til ære for sin protektor, den kongens elskerinde Madame de Pompadour, hvor han hentydede til det seksuelle forhold mellem Pompadour og kongen. Dette fornærmede dronningen og førte til Voltaires forvisning fra hoffet.
Da hendes første svigerdatter døde i 1746, modsatte dronningen, der var meget kærlig og glad for sin eneste søn, valget af hans næste hustru, hertuginde Maria Josepha af Sachsen, fordi hun var datter af hendes fars rival, Frederikk August Wettin af Sachsen, Kong August 3. af Polen. Hendes modvilje mod matchet var kendt, men blev ignoreret, da hun ikke havde nogen dynastiske forbindelser. Oprindeligt forårsagede dette problem en vis friktion mellem dronningen og hendes nye svigerdatter. Imidlertid blev friktionen snart overvundet, efter sigende fordi Maria Josepha var en beundrer af dronningens far. Til ære for ham modtog flere af dronningens børnebørn navnet Stanislaw (eller Stanislas på fransk) ved deres dåb.
Marie spillede en rolle som en kulturel protektor. Marie støttede maleren Jean-Marc Nattier, som hun bestilte i 1748 til at male det sidste portræt, hun nogensinde sad for, et usædvanlig et, da det var uformelt. Det var en succes, blev trykt og solgt i kopier. Det var også hendes yndlingsportræt, som hun havde gentrykt til at give til sine venner. Hun var en stor elsker af musik og malerier og promoverede mange kunstnere. Hun mødte kastratsangeren Farinelli i 1737 og den unge Mozart i 1764, som hun fandt meget charmerende. Under hans besøg i Versailles fungerede hun som tolk for sin ægtefælle og familie, der ikke forstod tysk. Hendes største bidrag til livet på Versailles var de ugentlige polske korkoncerter.
Dronning Marie fastholdt rollen og omdømmet af en simpel og værdig katolsk dronning. Hun fungerede som et forbillede for katolsk fromhed og var berømt for sin generøsitet over for de fattige og trængende gennem sin filantropi, hvilket gjorde hende meget populær i offentligheden i hele sit liv som dronning.

## Død
Marie Leszczyńska døde den 24. juni 1768 i en alder af 65 år. Hun havde nydt stor popularitet i offentligheden. Hun blev begravet i Saint-Denis Basilikaen, og hendes hjerte blev begravet i kirken Notre-Dame-de-Bonsecours i Nancy (Lorraine).

## Børn
- Louise Élisabeth (14. august 1727 – 6. december 1759), hertuginde af Parma, fik børn
- Anne Henriette (14. august 1727 – 10. februar 1752)
- Marie Louise (28. juli 1728 – 19. februar 1733)
- Ludvig, Dauphin af Frankrig (4. september 1729 – 20. december 1765), gift med Infanta Maria Teresa Rafaela af Spanien og fik børn, derefter gift med hertuginde Maria Josepha af Sachsen og fik udstedelse
- Filip, hertug af Anjou (30. august 1730 – 17. april 1733)
- Marie Adélaïde (23. marts 1732 – 27. februar 1800)
- Victoire Louise Marie Thérèse (11. maj 1733 – 7. juni 1799)
- Sophie Philippine Élisabeth Justine (27. juli 1734 – 3. marts 1782)
- Marie Thérèse Félicité (16. maj 1736 – 28. september 1744)
- Louise Marie (15. juli 1737 – 23. december 1787)